# イトゥー (ブラジル)
イトゥー（ポルトガル語: Itu）は、ブラジル・サンパウロ州にある都市である。人口は17万5568人（2020年）。イトゥーという都市名はトゥピ語で「大きな滝」を意味する単語に由来している。イトゥーは高速道路のSP-75と接続しており、付近にはティエテー川とジュンディアイ川という2つの川が流れる。イトゥとも表記される。

## 概要
イトゥーは1610年にポルトガル人のドミンゴス・フェルナンデスにより設立された。1653年に郡となった後、1657年に地方自治体へと昇格した。1822年にブラジルの一部となり、1843年に都市となった。
イトゥーはブラジル共和国が誕生した場所であり、街には記念博物館がある。
イトゥー出身の有名人としては、ブラジルのコメディアン、「シンプリシオ（Simplicio）」がいる。現在、イトゥーは「大規模建築物の都市」として街の観光客増加を推進している。例として、街の広場には巨大な黄色の公衆電話ボックス、「orelhão」があるほか、30cmのアイスキャンディー、巨大なクリスマスツリーなど様々な巨大建築物が存在している。
国内旅行、国際会議やセミナーなどとともに国外の観光客を増やすため街のインフラの整備が進められている。1999年と2003年にはセブンスデー・アドベンチスト教会によるセブンスデー・アドベンチスト教会改修運動の会議がイトゥーで行われ、80以上の国から運動に参加する人々が訪れた。
2014FIFAワールドカップブラジル大会に参加するサッカー日本代表のブラジルにおける最終合宿地として各試合会場へ向かうカンピーナスのヴィラコッポス国際空港からは約50キロの距離にあり、地元日系人会もあり、宿泊施設の『スパ・スポルト・リゾート』内に国際規格のサッカーグラウンドやフィットネス・ジム、サウナ、室内、屋外のプール、マッサージルームなどの設備が揃っていて選手の体調管理に最も適しているキャンプ地ということなどで選出された。
合宿地決定と同時期から、発音の近い静岡県・伊東（イトウ）市との交流も行われるようになり、両都市側での姉妹都市提携に向けた交渉も行われている。

## 地理
イトゥーの気候は亜熱帯気候に属し、気温は16度から22度の間を推移する。夏は温暖乾燥であり、冬は冷涼で乾燥している。 
イトゥーは高原と堆積盆地の中間に位置する。

## 人口推移
| 年   | 人口    | 増減            | 人口密度   |
| ---- | ------- | --------------- | ---------- |
| 2001 | 135,366 | -               | 211.51/km² |
| 2004 | 149,758 | 14,392 / 10.63% | 234.0/km²  |
| 2009 | 157,384 | 7,626 / 0.51%   | 245.9/km²  |

## 人口
2000年のブラジル地理統計院（IBGE）による国勢調査によると、都市の総人口は136,366人で、この内123,942人が都市部に、11,424人が郊外に居住している。都市の平均寿命は71.53歳、識字率は92.53％である。

## 交通

### 道路
SP-75、SP-79、SP-280、SP-300、SP-308、SP-312

## 出身者
- アリソン・リカルド・ファラミーリオ - サッカー選手

## ギャラリー

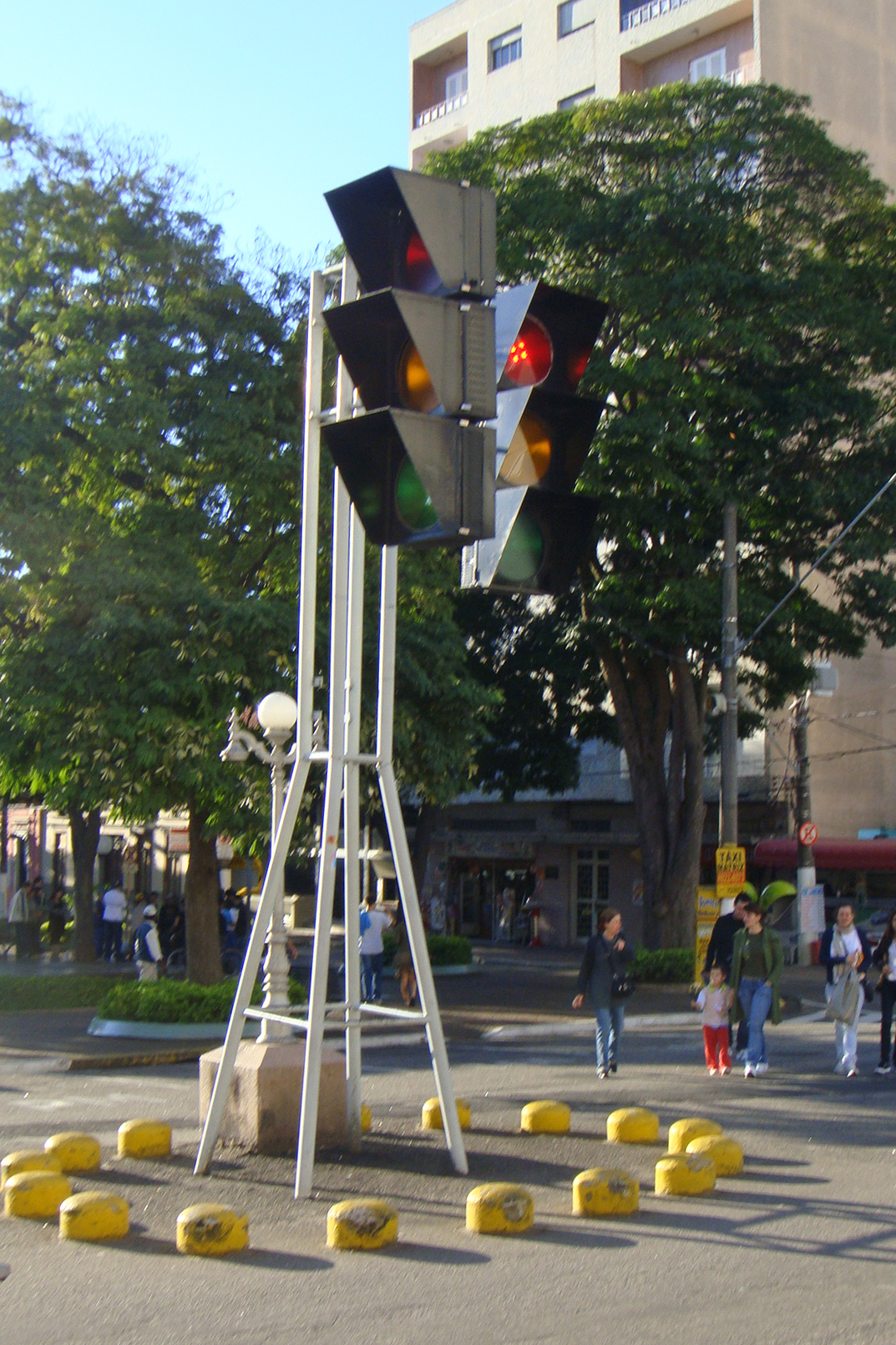
巨大な信号機。イトゥーは「大きな建築物」の都市として知られている。
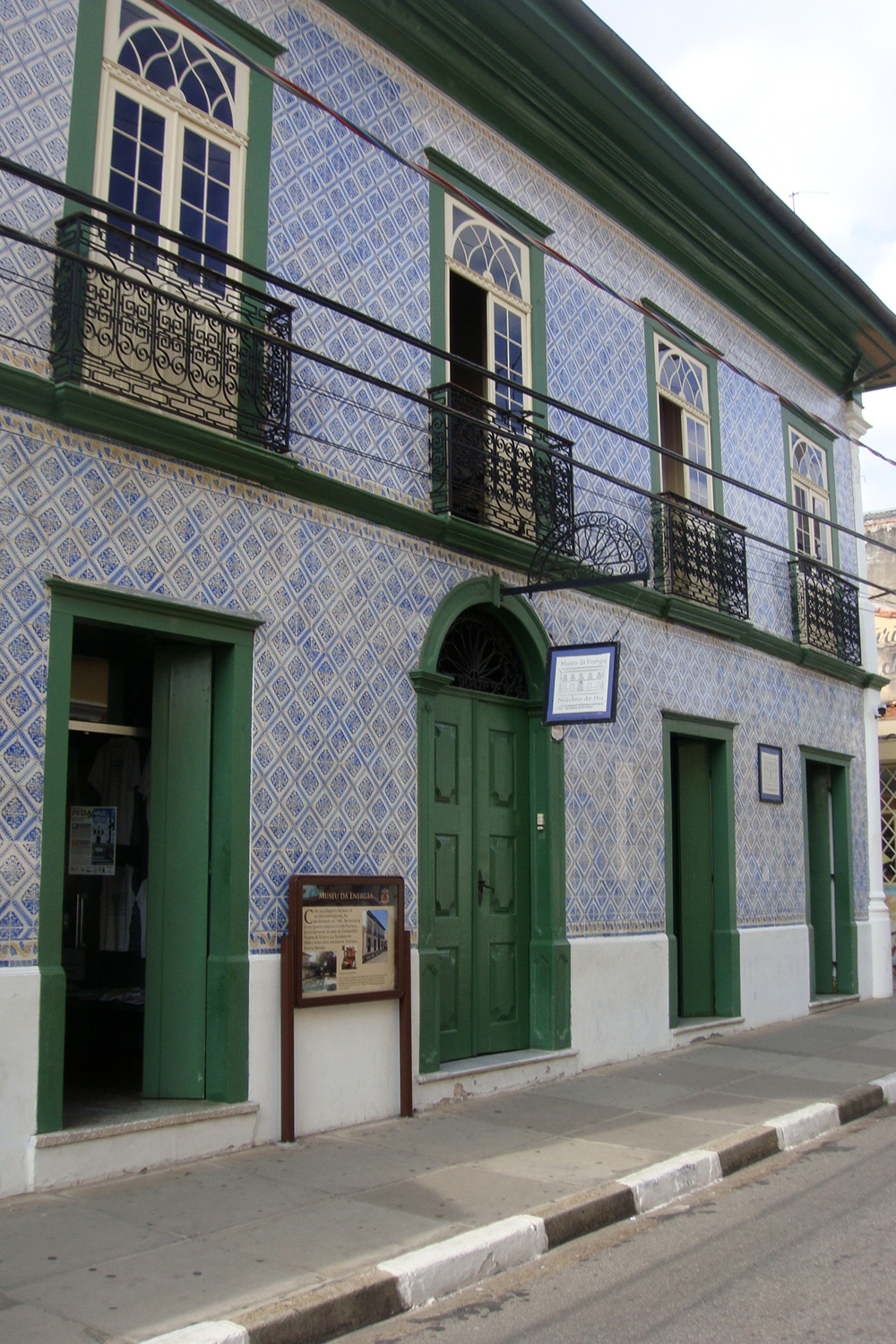
エネルギー博物館
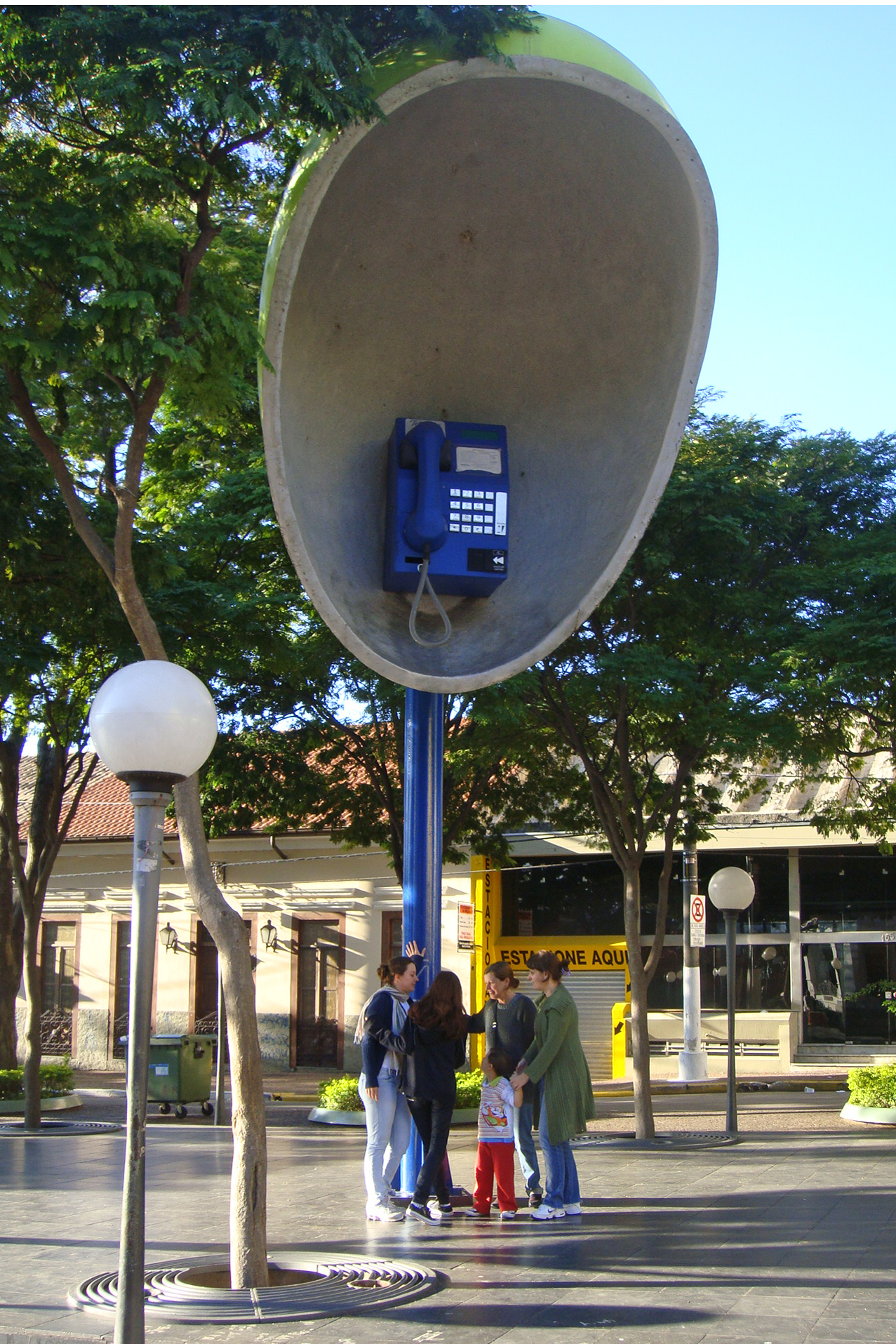
巨大な公衆電話
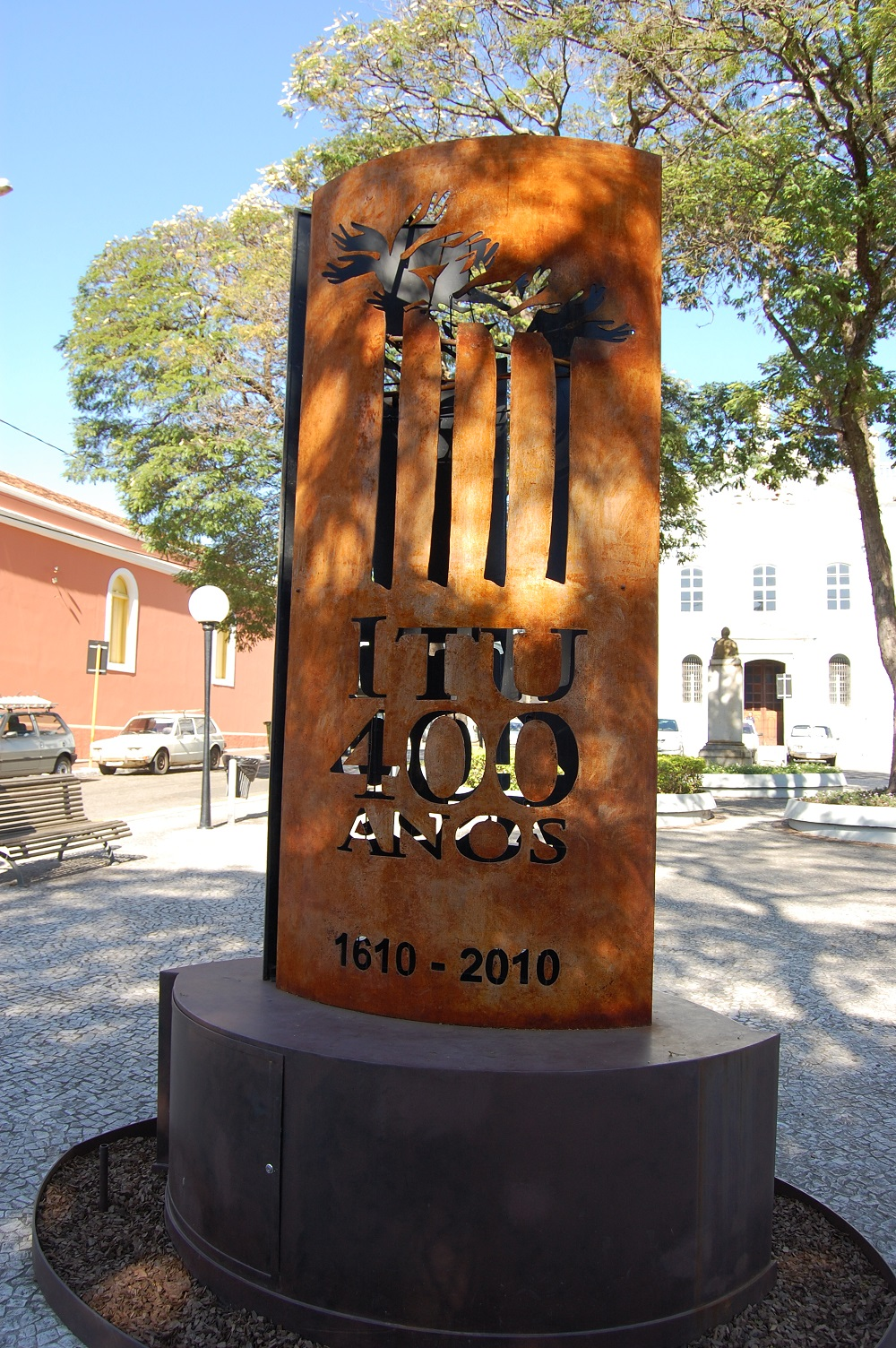
イトゥーは2010年に都市設立400周年を迎えた。
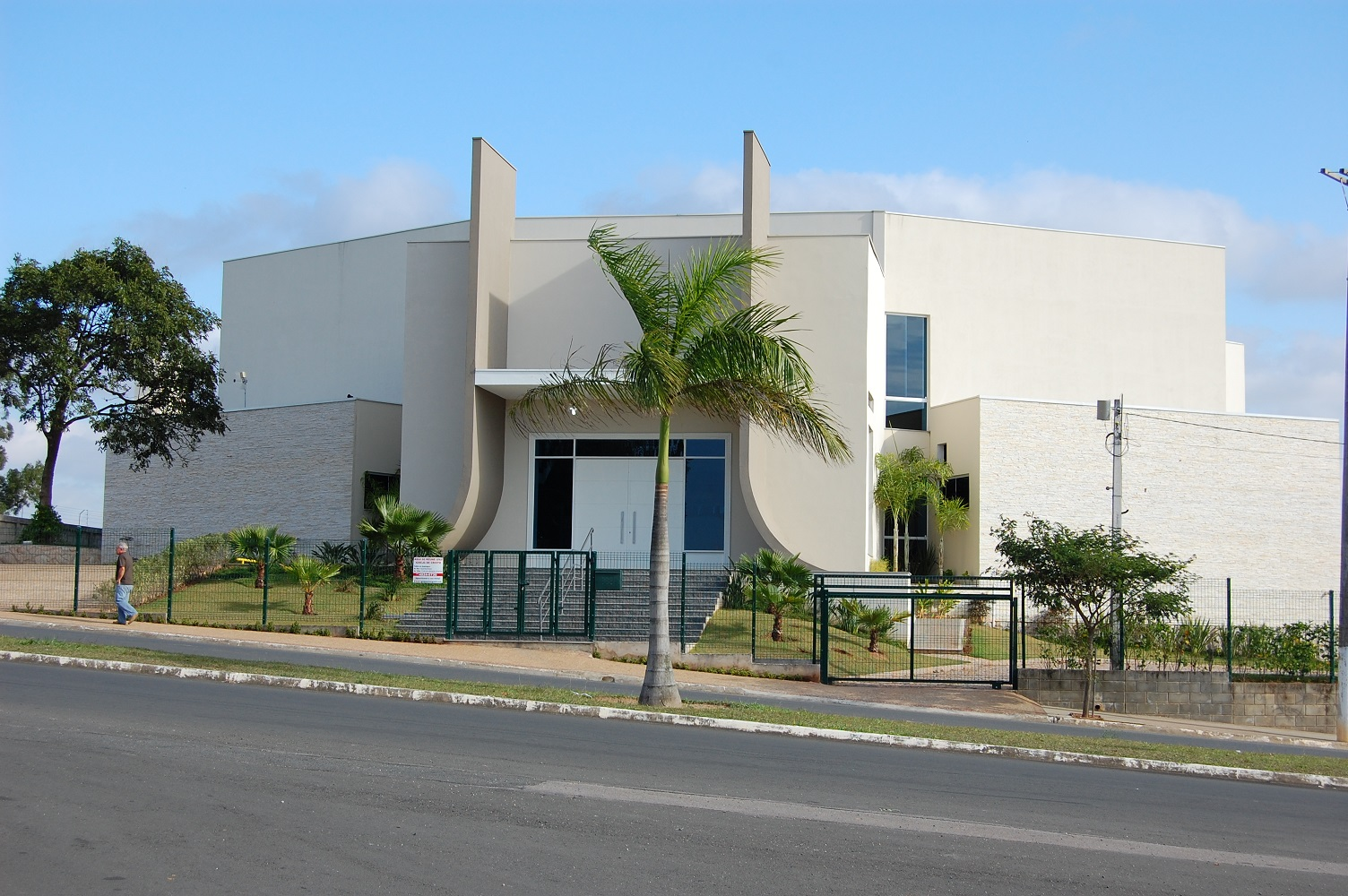
イトゥーのキリスト教教会